# Maria Cândida
Maria Cândida Damasceno de Barros Araújo (São Paulo, 22 de junho de 1971) é uma apresentadora e jornalista brasileira. Tornou-se conhecida, principalmente, por suas entrevistas com artistas internacionais durante o Domingo Espetacular.

## Carreira
Formou-se em jornalismo pela Pontifícia Universidade Católica de São Paulo e passou pelas principais emissoras do Brasil e internacionalmente pela CNN, em Atlanta, e pela Bloomberg, em Nova Iorque. Começou como estagiária e rádio-escuta no Jornal do Brasil, no RJ e em SP. Trabalhou para o Jornal da Tarde e fez reportagens para a Veja SP. Em 1994, migrou definitivamente para a TV. Seu primeiro emprego de repórter foi na TV Tribuna (afiliada da Globo em Santos). Depois de um ano, foi para a TV Record. Lá fez reportagens e apresentou o telejornal Informe SP. Em 1996, foi contratada para TV Globo e lá atuou como repórter de todos os telejornais. Foi também apresentadora do Globo Rural, SPTV e da previsão do tempo no Jornal Nacional. No SBT, foi repórter e se destacou apresentando o SBT Repórter. Também apresentou o Oscar, o Grammy e o Grammy Latino na emissora. Se destacou também como repórter em algumas transmissões da Fórmula Mundial na emissora. 
Trabalhou como repórter no Domingo Legal e lá fez diversas entrevistas internacionais. Entre os entrevistados estão: Richard Gere, Matt Damon, Brad Pitt, Meryl Streep, Sandra Bullock, Tom Hanks, Keanu Reeves, entre outros atores de Hollywood. Na TNT, apresentou o Óscar ao lado de Rubens Ewald Filho. Entre 2004 foi novamente contratada pela TV Record, onde apresentou os programas Tudo a Ver, Programa da Tarde, Guinness - O Mundo dos Recordes, e o Melhor do Brasil nas folgas de Márcio Garcia. Também apresentou matérias especiais para a emissora, no Domingo Espetacular. Sempre voltada para a área de comportamento e entretenimento. De agosto a dezembro de 2009 comandou o programa 12 Mulheres, nas noites de sábado, na Rede Record, para o qual viajou por vários lugares do mundo como África do Sul, Filipinas, Tailândia, França, Holanda, Finlândia, Lituânia, Peru, México e Estados Unidos. A experiência nessas viagens acabou virando livro, Mulheres que Brilham, com histórias inspiradoras de 50 mulheres, lançado em 2011. Em junho de 2010 a maio de 2014, atuou como repórter especial do Programa Amaury Jr.
Em 2014, a jornalista integrou o elenco do reality show Aprendiz Celebridades, comandado por Roberto Justus, na RecordTV. Em agosto do mesmo ano, passou a ser apresentadora, ao lado de Rafael Faria, do programa de variedades Tudo Posso, em substituição a Sula Miranda, na Rede Família, emissora do grupo Record de Televisão,que foi ao ar até agosto de 2016. Em 2016, a apresentadora, comanda o programa Mãe é Tudo, pela Record News, ao lado da coach fitness Solange Frazão, a atriz Mônica Carvalho e a cantora Vanessa Jackson. Entre 2017 e 2019 apresentou o Manhã Leve, na TV Aparecida. Em 2019 se torna repórter do É de Casa, na Rede Globo, onde ficou até 2024.

## Outras mídias
Como palestrante, Maria Cândida atua em todo o Brasil. Ela já fez diversas palestras para o Sebrae. A jornalista fala sobre empoderamento feminino. Apresenta histórias de diversas mulheres, das 144 que entrevistou, que são exemplos de superação.

## Filmografia

### Televisão
| Ano       | Título                          | Cargo             | Nota          | Emissora        |
| --------- | ------------------------------- | ----------------- | ------------- | --------------- |
| 1993–94   | Jornal Tribuna                  | Repórter          |               | TV Tribuna      |
| 1994–95   | Jornal da Record                | Repórter          |               | Rede Record     |
| 1994–95   | Informe Minas                   | Repórter          |               | Record Minas    |
| 1995-96   | Jornal Hoje                     | Previsão do tempo |               | TV Globo        |
| 1996-97   | Bom Dia Brasil                  | Previsão do tempo |               | TV Globo        |
| 1996-97   | SPTV                            | Repórter          |               | Globo São Paulo |
| 1997–98   | Globo Rural                     | Repórter          |               | TV Globo        |
| 1998-99   | Globo Rural                     | Apresentadora     |               | TV Globo        |
| 1999–04   | SBT Repórter                    | Repórter          |               | SBT             |
| 2004–06   | Domingo Espetacular             | Repórter          |               | Rede Record     |
| 2004–06   | Tudo a Ver                      | Colunista         |               | Rede Record     |
| 2005      | Guinness - O Mundo dos Recordes | Apresentadora     |               | Rede Record     |
| 2006–09   | Programa da Tarde               | Apresentadora     |               | Rede Record     |
| 2009–10   | 12 Mulheres                     | Apresentadora     |               | Rede Record     |
| 2011–13   | Programa Amaury Jr.             | Repórter          |               | RedeTV!         |
| 2014      | Aprendiz Celebridades           | Participante      | Temporada 10  | Rede Record     |
| 2014–16   | Tudo Posso                      | Apresentadora     |               | RFTV            |
| 2016      | Mãe é Tudo                      | Apresentadora     |               | Record News     |
| 2017–19   | Manhã Leve                      | Apresentadora     |               | TV Aparecida    |
| 2019–2024 | É de Casa                       | Repórter          | [ 12 ] [ 13 ] | TV Globo        |

## Rádio
| Ano     | Título               | Cargo         | Nota             |
| ------- | -------------------- | ------------- | ---------------- |
| 1991–92 | Escuta               | Apresentadora | JB FM            |
| 2004    | Ele Disse, Ela Disse | Apresentadora | Metropolitana FM |